# ESRO–1A
ESRO–1A (AURORARE) technológiai műhold.

## Küldetés
Európai Űrkutatási Szervezet (ESRO) (European Space Research Organisation)több tudományos műholdat épített, amelyeket amerikai hordozórakétákkal juttattak pályára.
Feladata, pályasíkjából adatokat szolgáltatni az északi-fény jelenségének vizsgálatával.

## Jellemzői
Az ESRO megbízásából építette a Laboratoire Central de Telecommunications, üzemeltette az ESRO.
Megnevezései: ESRO–1A; ESRO–1A (European Space Research Organization); Aurorae; COSPAR: 1968-084A. Kódszáma: 3459.
1968. október 3-án a Vandenberg légitámaszpontról, az SLC–5 (LC–Launch Complex) jelű indítóállványról  egy Scout–B (S167C) hordozórakétával állították alacsony Föld körüli pályára (LEO = Low-Earth Orbit). Az orbitális pályája 103 perces, 93,76 fokos hajlásszögű, elliptikus pálya perigeuma 258 kilométer, az apogeuma 1538 kilométer volt.
Felépítése, szolgálata megegyezik a ESRO–1B műholdéval. Formája henger, tömege 80 kilogramm. Forgás-stabilizált, mágnesesen igazítva a Föld mágneses tengelyéhez. Az űreszköz felületét napelemek borították, éjszakai (földárnyék) energia ellátását kémiai akkumulátorok biztosították. Az adatrögzítő magnó 7 hónap után meghibásodott.
Mérőműszerei:
1. átáramló részecskék mennyiségének- és energiájának mérése ,
2. északi-fény jelenségének vizsgálat, hajnali fotózással,
3. Naptevékenység által keletkezett protonok jelenlétének, energiájának, hőmérsékletének rögzítése,
4. elsődleges kozmikus sugárzás mérése,
5. mikrómeteorok (nagyobb, kisebb) jelenlétének ellenőrzése,
6. az áramló részecskék, a galaktikus kozmikus sugárzás színképelemzése,

1970. június 26-án 630 nap (1,73 év) után
belépett a légkörbe és megsemmisült.